# جبل عكاش
جبل عُكاش، جبل أسود يقع في وسط الجزيرة العربية، على يسار المسافر من القصيم إلى المدينة المنورة. وهو في ديار بني عمرو من حرب.

## في الأساطير الشعبية
يقال: بأن طمية كانت من جبال المدينة فلما لمع البرق رأت جبل قطن وهو جبل احمر يقع قريبا من عقلة الصقور. فهامت بحبه وجاءت لتتزوج به فوجدت جبل عكاش وهو جبل اسود صغير قريب من موقعها الآن فتزوجت به ثم ولدت جبلا صغيراً أسود يقال له جبل ديم لايزال بهذا الاسم وبعد ذلك ركب قطن هضبة حمراء تسمى البكرة وجاء طمية بعد أن انفصلت عن عكاش. 
يقول العرب أن جبل عُكاش هو زوج جبل طميّة، فسمكهما واحد، وهما يتناوحان. وفي الشعر العربي، قيل فيهما:
تَزَوَجَ عَكَاشٌ طَمِيَة بعدما *** تأيَم عَكَاشٌ، وكاد يشيبُ